# Tourist Bus Simulator
Tourist Bus Simulator es un videojuego de simulación de autobuses desarrollado por la compañía alemana TML Studios, creadores de Fernbus Simulator, y distribuida por Aerosoft ambientado en la isla española de Fuerteventura, en el archipiélago canario. Salió al mercado el 6 de diciembre de 2018 para Microsoft Windows, siendo disponible su descarga digital en Steam. En mayo de 2022 salieron las ediciones para PlayStation 5 y Xbox Series X|S.

## Jugabilidad
El videojuego comienza en el aeropuerto de Fuerteventura, donde aterriza el jugador, al que le espera un vehículo fuera de la terminal para viajar hasta su puesto de su trabajo, en una compañía de transporte de autobuses de la isla canaria, que ofrece tanto rutas regulares como tours panorámicos o viajes lanzadera desde el aeropuerto hasta un punto determinado de la isla.
El jugador debe gestionar la flota, incluyendo el mantenimiento, cuidado y reformas de la flota de autobuses que tenga, así como de la situación de futuribles empleados de la firma, que puede ampliarse a medida que la flota se expanda y se consiga dinero.
Al estar centrada en un espacio pequeño como una isla del tamaño de Fuerteventura, el equipo de desarrollo plasmó con bastante nivel de calidad muchos de los elementos propios de la isla, recreándose fielmente un gran número de carreteras y caminos, ciudades, pueblos y playas, siendo todas ellas accesibles para el jugador, que puede llegar a ellas también a pie.
El principal vehículo de Tourist Bus Simulator es el MAN Lion's Coach y su variante MAN Lion's Coach C. Si bien la flota puede ampliarse, mediante DLC de pago o esperando a conseguir un gran capital en el modo carrera, a otros autobuses como MAN Lion’s Intercity, VDL Futura FHD2, Mercedes-Benz Sprinter W906, Toyota Coaster BB40, Setra Comfort Class, Neoplan Skyliner (dos plantas) o el Scania Touring.

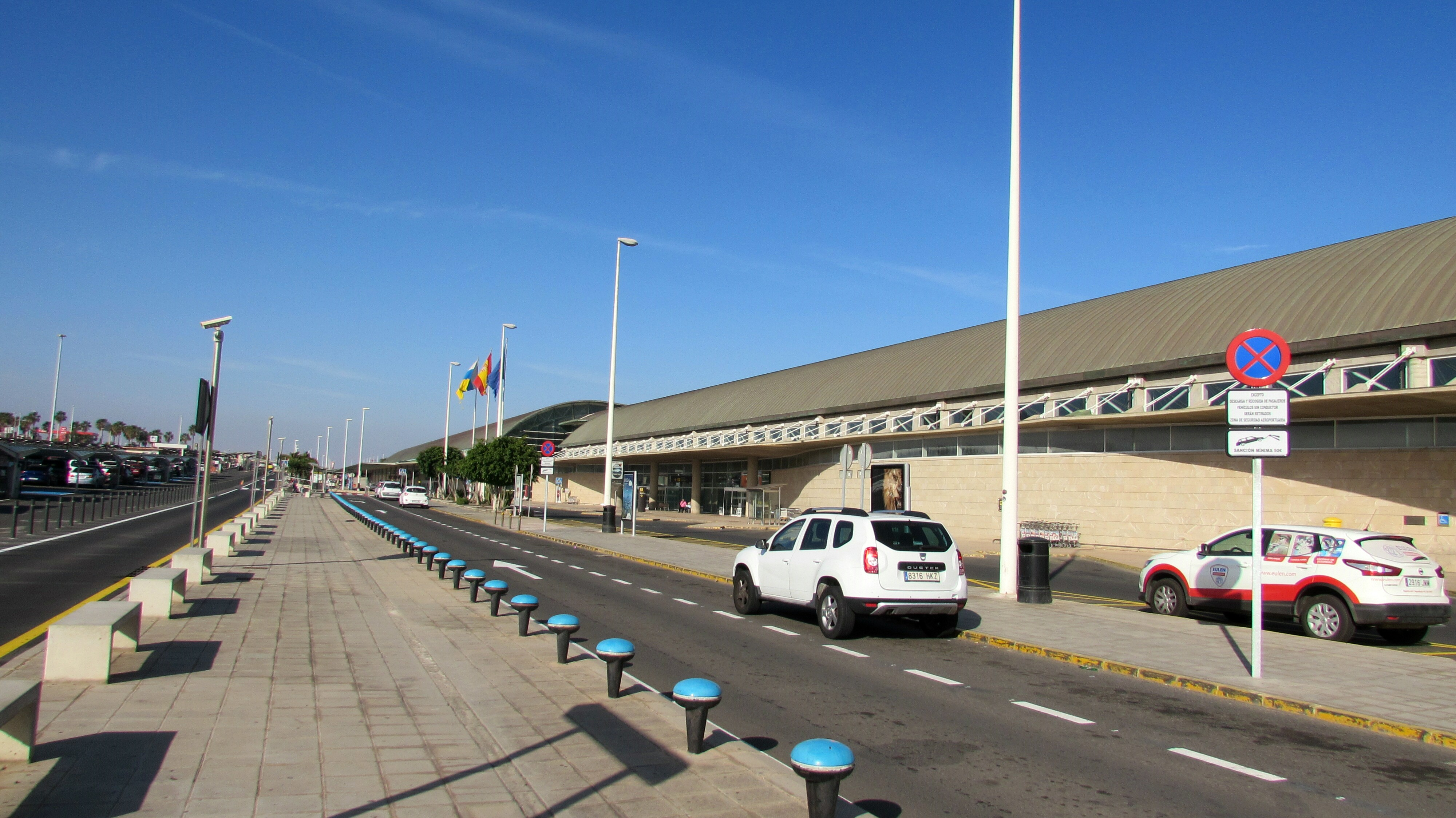
Exteriores del aeropuerto de Fuerteventura, reflejado fielmente en el videojuego y que sirve como punto de recogida de pasajeros.

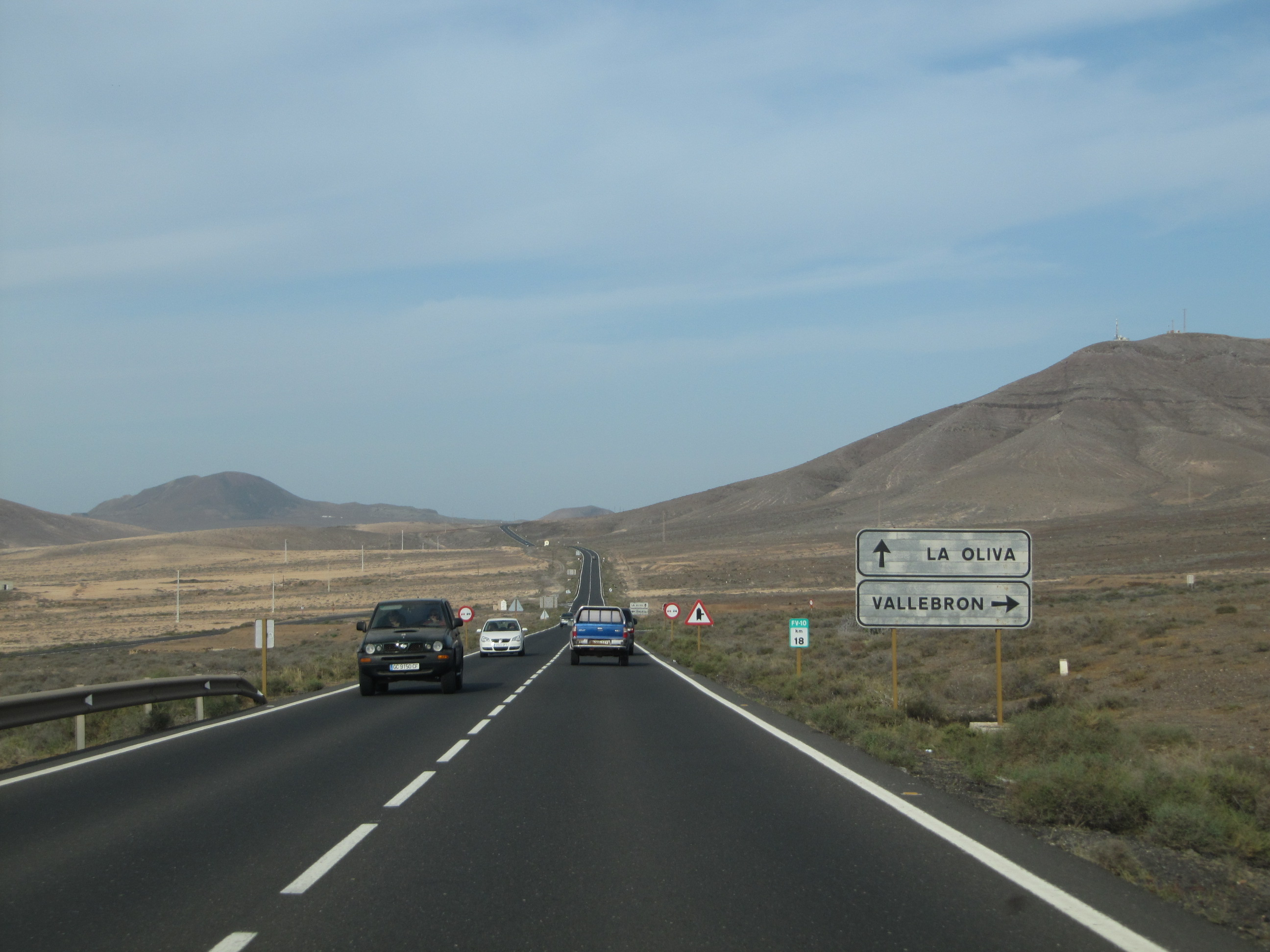
Trayecto de la FV-10, una de las tantas carreteras recreadas en el videojuego.

Para realizar misiones, el jugador debe poner a punto el vehículo, asegurándose de regular los elementos técnicos del mismo: lavado, evaluación técnica, reabastecimiento de combustible, presión de ruedas, WIFI, luces de pasajero y del interior, disposición del baño, regular el termostato, subir y bajar la altura del autobús (arrodillamiento) para que los pasajeros puedan entrar y salir del bus... Además de esos detalles, como simulador de conducción, se debe estar atento a los elementos a su alrededor, pues un despiste o no controlar retrovisores o el ángulo de viraje puede hacer que reciba daños en la carrocería, que posteriormente deberían arreglarse en el taller mecánico. Al recoger a los pasajeros, el conductor debe asegurarse que recoge a los pasajeros correctos, usando como en Fernbus Simulator una aplicación móvil para conocer el destino al que van, rechazando o aceptando que suban al autobús.
Al ir descubriendo distintas localidades o puntos, entre ellas los municipios de la isla (Antigua, Betancuria, La Oliva, Pájara, Puerto del Rosario y Tuineje), el usuario tiene que activar diversos puntos de interés como tiendas de electrodomésticos y muebles (que sirven para mejorar el nivel y decoración de la sede central), centros comerciales, gimnasios, lavaderos, bares y restaurantes, talleres mecánicos, locales en venta (para ampliar la flota y los viajes rápidos), hoteles, puertos y puntos de interés. Para estas acciones no es obligatorio acudir en autobús, ya que en la base el jugador dispone de un vehículo todoterreno como utilitario para recorrer fuera de ruta los rincones de la isla.
Además del modo historia, Tourist Bus Simulator guarda en el mapa varios easter eggs y detalles que sirven para completar el 100% del videojuego, como la recopilación de diversas piezas (neumáticos, volante, transmisión) para poder conducir un buggy, así como contraseñas, acertijos y mapas del tesoro que permiten localizar contenedores cerrados por candado a lo largo y ancho de la isla que guardan fajos de billetes que permiten ampliar el capital de la empresa.

## Desarrollo
Tourist Bus Simulator, al igual que otros predecesores del palo, como Fernbus Simulator, fue desarrollado por la compañía TML Studios, que anteriormente participó en otros simuladores como Bus Simulator 2010, City Bus Simulator 2012, City Bus Simulator Munich o Bus & Cable-Car Simulator.
El juego fue desarrollado en Erfurt y utilizó como motor el Unreal Engine 4. Fue lanzado el 6 de diciembre de 2018.